# Yanjiang (köpinghuvudort i Kina, Zhejiang Sheng, lat 28,74, long 121,24)
Yanjiang (kinesiska: 沿江镇) är en köpinghuvudort i Kina. Den ligger i provinsen Zhejiang, i den östra delen av landet, omkring 200 kilometer sydost om provinshuvudstaden Hangzhou. Antalet invånare är 42 462. Befolkningen består av 20 598 kvinnor och 21 864 män. Barn under 15 år utgör 15,0 %, vuxna 15-64 år 72 %, och äldre över 65 år 11,0 %.
Runt Yanjiang är det mycket tätbefolkat, med 1 056 invånare per kvadratkilometer. Närmaste större samhälle är Huangyan, 10,8 km söder om Yanjiang. Trakten runt Yanjiang består till största delen av jordbruksmark.
Genomsnittlig årsnederbörd är 2 144 millimeter. Den regnigaste månaden är augusti, med i genomsnitt 395 mm nederbörd, och den torraste är januari, med 73 mm nederbörd.